# Irish League 1904/1905
Patnáctý ročník Irish League (1. irské fotbalové ligy) se konal za účasti osmy klubů. Titul získal již potřetí v klubové historii Glentoran FC, který vyhrál díky o jedné brance vstřelené víc než druhý Belfast Celtic FC.